# 攻佔馬斯喀特
攻佔馬斯喀特，是發生在1552年的戰役，鄂圖曼艦長皮瑞·雷斯指揮的艦隊攻下葡萄牙人佔領的海港馬斯喀特，這使得奧斯曼人能夠在印度洋西北部抵抗葡萄牙人。

## 背景
馬斯喀特曾經是忽里模子王國的一部分，自1507年以來一直掌握在葡萄牙人手中，當時阿方索·德·阿尔布克尔克領導的葡萄牙艦隊襲擊了這座城市，摧毀了這座城市，然後不久后又回來佔領了它。鄂圖曼帝國試圖趕走葡萄牙人，於是於1546年派四艘奧斯曼船隻轟炸了這座城市。
1552年，馬斯喀特再次遭到鄂圖曼帝國的襲擊。這一次鄂圖曼帝國派出了皮瑞·雷斯和薩迪·阿里·雷斯率領的更大規模的艦隊。他們的最終目標是奪取霍爾木茲島和巴林島，以阻止葡萄牙人進入波斯灣，從而重新建立奧斯曼帝國對印度洋貿易的控制。

## 戰鬥
鄂圖曼帝國的部隊由4艘大帆船、25艘帆船和850人部隊組成（根據蒂欧格·都·科托的說法，鄂圖曼帝國有15艘帆船和1200名士兵）。不久建成的米拉尼堡被圍困了18天，由於缺乏食物和水，60名葡萄牙駐軍及其指揮官若昂·德·里斯本同意投降，結果被俘虜。堡壘被佔領，其防禦工事被摧毀。
然而很快鄂圖曼人就離開了。最終他們鄂圖曼人佔領並控制了葉門、亞丁和阿拉伯以及巴士拉，這樣他們與印度的貿易就可以不受阻撓，並阻止葡萄牙人攻擊漢志。

## 事後
1553年鄂圖曼帝國再次進攻葡萄牙人在印度海岸的屬地，52名葡萄牙人在被俘，教堂被燒毀。奧斯曼帝國又於1553年在法爾附近的海上擊敗了一支葡萄牙艦隊。
1554年8月，薩迪·阿里·雷斯率領艦隊從巴士拉撤回蘇伊士時被伏擊。
1581年，三艘鄂圖曼帝國的槳帆船再次佔領了馬斯喀特，但在1588年再次被葡萄牙人佔領。